# Paranoia (filme de 2013)
Paranoia (br Conexão Perigosa; pt Paranoia) é um filme franco-estadunidense de 2013, do gênero suspense, dirigido por Robert Luketic, com roteiro de Barry L. Levy e Jason Dean baseado no romance homônimo de Joseph Finder.
Paranoia é estrelado por Liam Hemsworth, Gary Oldman, Amber Heard e Harrison Ford, entre outros.

## Sinopse
Adam Cassady, cujo pai doente esbanja o cartão de crédito corporativo numa saída à noite, é obrigado pelo patrão a trabalhar como espião para a empresa adversária, caso contrário será denunciado à polícia. Então conhece Emma, uma rapariga que trata do marketing para a Eikon, a empresa que trabalha infiltrado e que faz de tudo para o afastar.

## Elenco
- Liam Hemsworth como Adam Cassidy
- Gary Oldman como Nicholas "Nick" Wyatt
- Amber Heard como Emma Jennings
- Harrison Ford como Augustine "Jock" Goddard
- Lucas Till como Kevin
- Embeth Davidtz como Dr. Judith Bolton
- Julian McMahon como Miles Meachum
- Josh Holloway como agente Gamble
- Richard Dreyfuss como Frank Cassidy
- Angela Sarafyan como Allison
- Nickson Ruto como Fala
- William Peltz como Morgan
- Kevin Kilner como Tom Lundgren
- Christine Marzano como Nora Sommers
- Charlie Hofheimer como Richard McAllister

## Produção
A filmagem principal começou em locações da Filadélfia em julho de 2012, e retornaram ao mesmo local para as filmagens finais em novembro de 2012. O primeiro trailer foi lançado em 06 de junho de 2013.

## Lançamento
Paranoia foi muito mal recebido pela crítica e o mesmo ocorreu nas bilheterias. O filme estreou em 13 estados nos Estados Unidos, gerando apenas US $ 3,5 milhões em seu primeiro fim de semana, arrecadando um total de 7.385.015 dólares no mercado interno. Ele rendeu 6,4 milhões dólares em outros países  totalizando incluindo a América US $ 13.785.015, não conseguindo recuperar o seu orçamento de US$ 35 milhões.

## Recepção
No agregador de críticas Rotten Tomatoes, que categoriza as opiniões apenas como positivas ou negativas, o filme tem um índice de aprovação de 7% calculado com base em 107 comentários dos críticos. Por comparação, com as mesmas opiniões sendo calculadas usando uma média aritmética ponderada, a nota é 3.81/10 que é seguida do consenso: "Clichê e sem originalidade, Paranoia é um suspense tecnológico mediano com atuações indiferentes e falta de emoção." Já no agregador Metacritic, que calcula as notas usando somente uma média aritmética ponderada a partir das avaliações de 30 críticos que escrevem em maioria para a imprensa tradicional, o filme tem uma pontuação de 31 entre 100, com a indicação de "revisões geralmente desfavoráveis". O público pesquisado pelo CinemaScore deu ao filme uma nota média de "C+" em uma escala de A+ a F.